# Honest (film)
Pour plus de détails, voir Fiche technique et Distribution.
Honest est une comédie noire britannique à petit budget réalisée par l'ex leader du groupe Eurythmics, Dave Stewart, et sortie en 2000.
Le film est notamment interprété par trois membres du groupe anglo-canadien All Saints : Melanie Blatt, Nicole et Natalie Appleton.

## Synopsis
Dans les années 1960, trois jeunes filles de la banlieue ouvrière de Londres commettent des hold-up et des cambriolages en se déguisant en hommes. Gerry, l'une des cambrioleuse est surprise et retenue par le journaliste stagiaire Daniel Wheaton (Peter Facinelli), qui ne la dénonce pas. C'est le début d'une série d'ennuis pour les trois femmes, dont elles auront un mal fou à se sortir.

## Fiche technique
- Réalisateur : David A. Stewart
- Producteurs : Dick Clement et Ian La Frenais (en)
- Scénaristes : Dick Clement, Ian La Frenais (en), David A. Stewart et Karen Lee Street
- Musique : David A. Stewart
- Photographie : David Johnson
- Distribution : Pathé
- Durée : 110 minutes
- Date de sortie : 26 mai 2000

## Distribution
- Nicole Appleton : Gerry Chase
- Natalie Appleton : Mandy Chase
- Melanie Blatt : Jo Chase
- Derek Deadman : Night Watchman
- Graham Fletcher-Cook ; Market Trader
- Vinny Reed : Stills Photographer
- Karina Iszatt : Body Painted Girl
- Peter Facinelli : Daniel Wheaton
- Rick Warden : Baz
- Jonathan Cake : Andrew Pryce-Stevens
- Willie Ross : Woodbine
- Annette Badland : Rose
- Corin Redgrave : Duggie Ord
- Matt Bardock : Cedric
- Heathcote Williams : le professeur

## Réception
Le film a été présenté hors compétition au Festival de Cannes en 2000. L’accueil critique a été globalement mauvais, à l’exception notable du Sunday Times qui lui a attribué quatre étoiles. Il a été un échec commercial.